# Sikki
Sikki ist eine Stadt und ein Arrondissement im Departement Borgou im westafrikanischen Staat Benin. Es ist eine Verwaltungseinheit, die der Gerichtsbarkeit der Kommune Sinendé untersteht.

## Demografie und Verwaltung
Gemäß der Volkszählung 2013 des beninischen Statistikamtes INSAE hatte das Arrondissement 17.644 Einwohner, davon waren 8.804 männlich und 8840 weiblich.
Von den 43 Dörfern und Quartieren der Kommune Sinendé entfallen zehn auf Sikki:
1. Dombouri
2. Gah-Baka
3. Goro-Bani
4. Monsi
5. Sikki-Gando
6. Sikki-Gourou
7. Sikki-Maro
8. Wari
9. Wari-Gando
10. Wari-Peulh